# Josef Sterff
Josef Sterff (2 de enero de 1935-7 de septiembre de 2015) fue un deportista alemán que compitió para la RFA en bobsleigh en la modalidad cuádruple. Ganó tres medallas en el Campeonato Mundial de Bobsleigh entre los años 1958 y 1962.

## Palmarés internacional
| Campeonato Mundial | Campeonato Mundial           | Campeonato Mundial | Campeonato Mundial |
| Año                | Lugar                        | Medalla            | Prueba             |
| ------------------ | ---------------------------- | ------------------ | ------------------ |
| 1958               | Garmisch-Partenkirchen (RFA) | Medalla de plata   | Cuádruple          |
| 1959               | Sankt Moritz (Suiza)         | Medalla de bronce  | Cuádruple          |
| 1962               | Garmisch-Partenkirchen (RFA) | Medalla de oro     | Cuádruple          |